# Kanton Lafrançaise
Kanton Lafrançaise is een voormalig kanton van het Franse departement Tarn-et-Garonne. Kanton Lafrançaise maakte deel uit van het arrondissement Montauban. Het werd opgeheven bij decreet van 27 februari 2014 met uitwerking op 22 maart 2015.

## Gemeenten
Het kanton Lafrançaise omvatte de volgende gemeenten:
- Lafrançaise (hoofdplaats)
- L'Honor-de-Cos
- Montastruc
- Piquecos